# Жан-Данієль Акпа-Акпро
Жан-Даніє́ль Акпа́-Акпро́ (фр. Jean-Daniel Akpa-Akpro, нар. 11 жовтня 1992, Тулуза) — івуарійський та французький футболіст, півзахисник італійського «Лаціо» і національної збірної Кот-д'Івуару. На правах оренди грає за «Монцу».
Молодший брат Жана-Луї Акпа-Акпро, — футбольного нападника.

## Клубна кар'єра
Народився 11 жовтня 1992 року в місті Тулуза. Вихованець футбольної школи клубу «Тулуза». Дорослу футбольну кар'єру розпочав 2011 року в основній команді того ж клубу, кольори якої захищав до завершення контракту влітку 2017. З весни 2015 був капітаном команди, однак навесні 2016 втратив і капітанську пов'язку (на користь Мартіна Брайтвайте), і місце в основному складі.
12 лютого 2018 підписав угоду з італійською «Салернітаною» з місцевої Серії B. 
1 вересня 2020 року уклав дворічний контракт з представником найвищого італійського дивізіону «Лаціо». Згодом контракт було подовжено, а перед початком сезону 2022/23 гравець перейшов на правах оренди до іншого вищолігового «Емполі», де протягом сезону був гравцем ротації.
Влітку 2023 року був орендований «Монцею».

## Виступи за збірні
Ухваливши рішення на рівні збірних грати за свою історичну батьківщину, з 2013 року почав викликатися до лав національної збірної Кот-д'Івуару.
У складі збірної був учасником чемпіонату світу 2014 року в Бразилії та переможного для івуарійців Кубка африканських націй 2015 року в Екваторіальній Гвінеї. Утім на обох турнірах залишався запасним гравцем і на поле не виходив.
| Дата       | Місто        | Господарі            | Результат | Гості                | Турнір                                  | Голи | Примітки |
| ---------- | ------------ | -------------------- | --------- | -------------------- | --------------------------------------- | ---- | -------- |
| 30-5-2014  | Сент-Луїс    | Боснія і Герцеговина | 2 – 1     | Кот-д'Івуар          | товариський матч                        | -    |          |
| 10-9-2014  | Яунде        | Камерун              | 4 – 1     | Кот-д'Івуар          | Відбір до Кубка африканських націй 2015 | -    | 58'      |
| 11-10-2014 | Кіншаса      | ДР Конго             | 1 – 2     | Кот-д'Івуар          | Відбір до Кубка африканських націй 2015 | -    | 89'      |
| 15-10-2014 | Абіджан      | Кот-д'Івуар          | 3 – 4     | ДР Конго             | Відбір до Кубка африканських націй 2015 | -    | 89'      |
| 26-3-2015  | Абіджан      | Кот-д'Івуар          | 2 – 0     | Ангола               | товариський матч                        | -    |          |
| 29-3-2015  | Абіджан      | Кот-д'Івуар          | 1 – 1     | Екваторіальна Гвінея | товариський матч                        | -    |          |
| 14-6-2015  | Лібревіль    | Габон                | 0 – 0     | Кот-д'Івуар          | товариський матч                        | -    |          |
| 6-9-2015   | Порт-Гаркорт | Сьєрра-Леоне         | 0 – 0     | Кот-д'Івуар          | Відбір до Кубка африканських націй 2017 | -    |          |
| 9-10-2015  | Агадір       | Марокко              | 0 – 1     | Кот-д'Івуар          | товариський матч                        | -    | 46'      |
| 13-11-2015 | Монровія     | Ліберія              | 0 – 1     | Кот-д'Івуар          | Відбір до ЧС 2018                       | -    | 52'      |
| 17-11-2015 | Абіджан      | Кот-д'Івуар          | 3 – 0     | Ліберія              | Відбір до ЧС 2018                       | -    |          |
| 8-10-2020  | Брюссель     | Бельгія              | 1 – 1     | Кот-д'Івуар          | товариський матч                        | -    | 90'      |
| 13-10-2020 | Утрехт       | Японія               | 1 – 0     | Кот-д'Івуар          | товариський матч                        | -    | 67'      |
| 12-11-2020 | Абіджан      | Кот-д'Івуар          | 2 – 1     | Мадагаскар           | Відбір до Кубка африканських націй 2021 | -    | 68'      |
| 17-11-2020 | Туамасіна    | Мадагаскар           | 1 – 1     | Кот-д'Івуар          | Відбір до Кубка африканських націй 2021 | -    | 83'      |
| 30-3-2021  | Абіджан      | Кот-д'Івуар          | 3 – 1     | Ефіопія              | Відбір до Кубка африканських націй 2021 | -    |          |
| 6-9-2021   | Абіджан      | Кот-д'Івуар          | 2 – 1     | Камерун              | Відбір до ЧС 2022                       | -    | 83'      |
| Усього     |              | Матчів               | 17        |                      | Голів                                   | 0    |          |

## Титули і досягнення
- Володар Кубка африканських націй (1):

2015